# Speedski-Weltcup 2022
Der Speedski-Weltcup 2022 begann am 11. Februar 2022 in Vars (Frankreich) und endete am 2. April 2022 in Pas de la Casa (Andorra). Titelverteidiger sind die Schwedin Britta Backlund und der Franzose Simon Billy. Noch vor Saisonbeginn fand Ende Januar die Speedski-Weltmeisterschaft statt.
Parallel zum Weltcup mit der Klasse S1 wurden auch wieder FIS-Rennen für alle Speedski-Klassen, von S1, S2 (ehemals SDH (Speed Downhill)) und S2 Junior, an den gleichen Orten ausgetragen. 

## Weltcupwertung
| Rang | Athlet           | Punkte |
| ---- | ---------------- | ------ |
| 1    | Simone Origone   | 532    |
| 2    | Simon Billy      | 520    |
| 3    | Bastien Montes   | 481    |
| 4    | Radim Palan      | 287    |
| 5    | Ugo Portal       | 286    |
| 6    | Carl Ribbegardh  | 205    |
| 7    | Jimmy Montes     | 193    |
| 8    | Erik Backlund    | 171    |
| 9    | Ricardo Adarraga | 151    |
| 10   | Ivan Origone     | 150    |

| Rang | Athletin            | Punkte |
| ---- | ------------------- | ------ |
| 1    | Valentina Greggio   | 700    |
| 2    | Britta Backlund     | 530    |
| 3    | Clea Martinez       | 425    |
| 4    | Eira Dougherty      | 201    |
| 5    | Lisa Fournet Fayard | 200    |
| 6    | Hanna Matslofva     | 165    |
| 7    | Mathilda Persson    | 145    |
| 8    | Martina Foldynova   | 121    |
| 9    | Josefiia Heikkila   | 85     |

## Podestplatzierungen Herren
| Datum      | Ort                  | 1. Platz                                                   | 2. Platz                                                   | 3. Platz                                                   |
| ---------- | -------------------- | ---------------------------------------------------------- | ---------------------------------------------------------- | ---------------------------------------------------------- |
| 02.02.2022 | Vars (FRA)           | Abgesagt. Ersatzrennen am 10. März 2022 in Idre.           | Abgesagt. Ersatzrennen am 10. März 2022 in Idre.           | Abgesagt. Ersatzrennen am 10. März 2022 in Idre.           |
| 03.02.2022 | Vars (FRA)           | Abgesagt. Ersatzrennen am 31. März 2022 in Pas de la Casa. | Abgesagt. Ersatzrennen am 31. März 2022 in Pas de la Casa. | Abgesagt. Ersatzrennen am 31. März 2022 in Pas de la Casa. |
| 11.02.2022 | Salla (FIN)          | Simone Origone                                             | Bastien Montes                                             | Ugo Portal                                                 |
| 12.02.2022 | Salla (FIN)          | Simone Origone                                             | Simon Billy                                                | Bastien Montes                                             |
| 10.03.2022 | Idre (SWE)           | Simon Billy                                                | Bastien Montes                                             | Simone Origone                                             |
| 11.03.2022 | Idre (SWE)           | Simon Billy                                                | Bastien Montes                                             | Radim Palan                                                |
| 12.03.2022 | Idre (SWE)           | Bastien Montes                                             | Simone Origone                                             | Simon Billy                                                |
| 31.03.2022 | Pas de la Casa (AND) | Ivan Origone                                               | Simon Billy                                                | Simone Origone                                             |
| 01.04.2022 | Pas de la Casa (AND) | Simone Origone                                             | Klaus Schrottshammer                                       | Simon Billy                                                |
| 02.04.2022 | Pas de la Casa (AND) | Abgesagt. Kein Ersatzrennen.                               | Abgesagt. Kein Ersatzrennen.                               | Abgesagt. Kein Ersatzrennen.                               |

## Podestplatzierungen Damen
| Datum      | Ort                  | 1. Platz                                                   | 2. Platz                                                   | 3. Platz                                                   |
| ---------- | -------------------- | ---------------------------------------------------------- | ---------------------------------------------------------- | ---------------------------------------------------------- |
| 02.02.2022 | Vars (FRA)           | Abgesagt. Ersatzrennen am 10. März 2022 in Idre.           | Abgesagt. Ersatzrennen am 10. März 2022 in Idre.           | Abgesagt. Ersatzrennen am 10. März 2022 in Idre.           |
| 03.02.2022 | Vars (FRA)           | Abgesagt. Ersatzrennen am 31. März 2022 in Pas de la Casa. | Abgesagt. Ersatzrennen am 31. März 2022 in Pas de la Casa. | Abgesagt. Ersatzrennen am 31. März 2022 in Pas de la Casa. |
| 11.02.2022 | Salla (FIN)          | Valentina Greggio                                          | Britta Backlund                                            | Clea Martinez                                              |
| 12.02.2022 | Salla (FIN)          | Valentina Greggio                                          | Britta Backlund                                            | Clea Martinez                                              |
| 10.03.2022 | Idre (SWE)           | Valentina Greggio                                          | Clea Martinez                                              | Hanna Matslofva                                            |
| 11.03.2022 | Idre (SWE)           | Valentina Greggio                                          | Britta Backlund                                            | Clea Martinez                                              |
| 12.03.2022 | Idre (SWE)           | Valentina Greggio                                          | Britta Backlund                                            | Hanna Matslofva                                            |
| 31.03.2022 | Pas de la Casa (AND) | Valentina Greggio                                          | Britta Backlund                                            | Clea Martinez                                              |
| 01.04.2022 | Pas de la Casa (AND) | Valentina Greggio                                          | Britta Backlund                                            | Clea Martinez                                              |
| 02.04.2022 | Pas de la Casa (AND) | Abgesagt. Kein Ersatzrennen.                               | Abgesagt. Kein Ersatzrennen.                               | Abgesagt. Kein Ersatzrennen.                               |